# Hongkong i olympiska vinterspelen 2002
Hongkong deltog i olympiska vinterspelen 2002. Hongkongs trupp bestod av två idrottare varav båda var kvinnor; Tsoi Poo Yee "Cordia" (17 år, 130 dagar) och Christy Ren (18 år, 200 dagar). Båda deltog i short track.

## Resultat

### Short track
- 500 meter
  - Tsoi Poo Yee "Cordia" - 24
  - Christy Ren - 29
- 1000 meter
  - Tsoi Poo Yee "Cordia" - 22
  - Christy Ren - 23
- 1500 meter
  - Christy Ren - 26